# Мустафа, Абдуррахман
Абдуррахман Мустафа (туркм. Abdurrahman Mustafa; араб. عبد الرحمن مصطفى; род 1 января 1964) — сирийский политик, в настоящее время занимающий должность главы в сирийско-туркменской ассамблее. Раньше он также занимал посты премьера в временном правительстве Сирии и президента в НКСРОС.

## Биография
Абдуррахман Мустафа родился 1 января 1964 года в селении Талль-Хаджар (араб. تل الحجر; туркм. Taşlı Hüyük) в мухафазе Халеб. По национальности является сирийским туркменом. Он знает туркменский, арабский и английский. Абдуррахман учился в университете Халеба в сфере бизнеса. После окончания университета он работал в нескольких компаниях. С 1988 года, когда его назначили директором по финансам и администрации Ливии в Kotaman A.Ş., он получил важные международные должности, а затем был повышен до регионального директора компании. Абдуррахман также занимался торговлей в период с 1993 по 1996 год в Болгарии и Турции. В 1996 году он начал работать в турецкой компании Özkesoğlu Group и работал в международных офисах, пока в 2012 году не ушел из бизнеса и не занялся политикой с началом сирийской гражданской войны в 2011 году.